# MiG
公共株式会社「ロシア航空機製作会社『MiG』」（ロシア語: Публичное акционерное общество «Российская самолётостроительная корпорация „МиГ“» ラスィーイスカヤ・サマリョタストライーチェリナヤ・カルパラーツィヤ・ミーク）は、ロシア連邦の航空機設計企業（公開会社）である。略称RSK "MiG"（РСК „МиГ“）。旧称は公開株式会社「ロシア航空機製作会社『MiG』」（ロシア語: Открытое акционерное общество «Российская самолётостроительная корпорация „МиГ“»）で、2014年の法改正を受けて公開株式会社から公共株式会社に移行し、現在の名称になっている。
ソ連時代のA・I・ミコヤーンとM・I・グレーヴィチ記念設計局 (ОКБ и.м. А.И.Микояна и М.И.Гуревича) が母体となっており、一般に「ミグ」と略称される。日本語表記としては「ミグ」「MiG」「ミコヤン」「ミコヤン・グレヴィッチ」「ミコヤン・グレビッチ」などが使われる。このページでは「ミグ」に統一している。

## 歴史
ミグ設計局は、アルメニア人のアルチョーム・イヴァーノヴィチ・ミコヤーン（Артём Иванович Микоян）とユダヤ系ロシア人ミハイール・イォーシフォヴィチ・グレーヴィチ（Михаил Иосифович Гуревич）によって、1939年、モスクワに開局された。第二次世界大戦以降、戦闘機を中心に数多くの航空機を生み出してきた。
また1946年からはミサイルの研究開発も行っていたが、この部門は1957年3月に分離され、2014年現在ではラドゥガ国家機械製造設計局となっている。
1996年から民営化され、ロシア航空機会社ミグ (RAC MiG) となったが、名称はたびたび変更され、現在はロシア航空機製作会社『MiG』 (Российская Самолетостороительная Корпорация)、略称RSK-MiG (РСК «МиГ») となっている。
2016年4月にはソコル航空機工場がMiGの傘下に入る予定である。
アルチョーム・イヴァーノヴィチ・ミコヤーンの兄はソ連の副首相や最高会議幹部会議長（国家元首）も務めたアナスタース・イヴァーノヴィチ・ミコヤーン。
2017年6月、統一航空機製造会社（OAK/UAC）がミグとスホーイを2019年内に合併・統合すると発表した。

## 機種

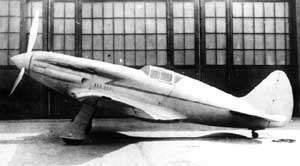
MiG-1 - 戦闘機
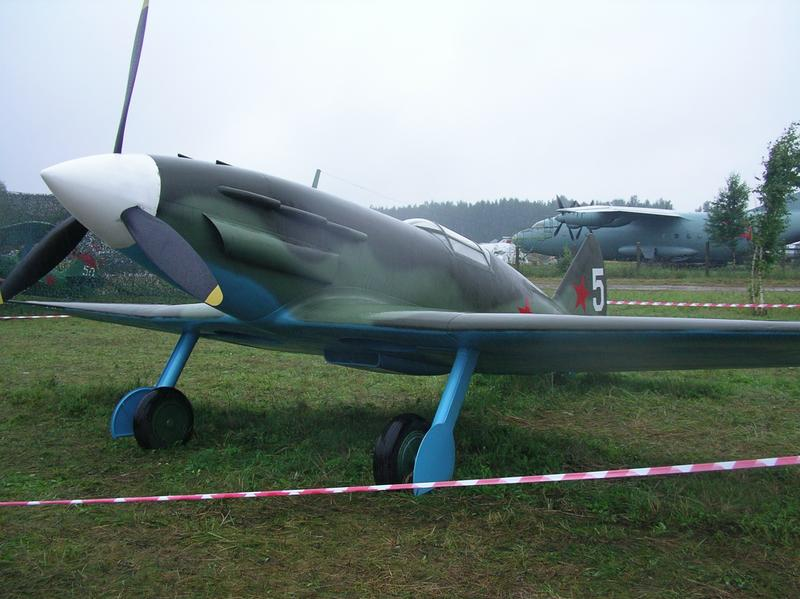
MiG-3 - 戦闘機
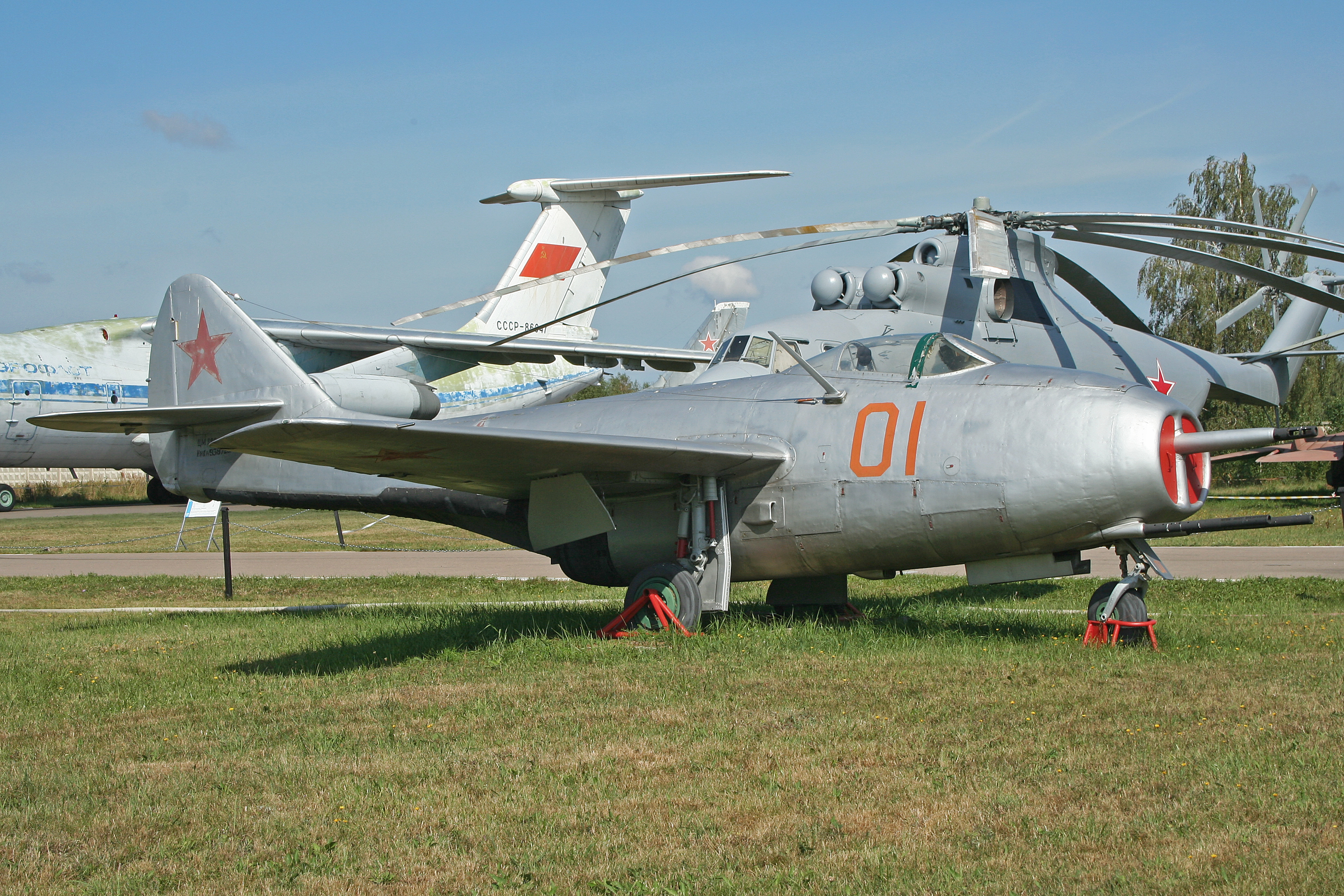
MiG-9 - 戦闘機
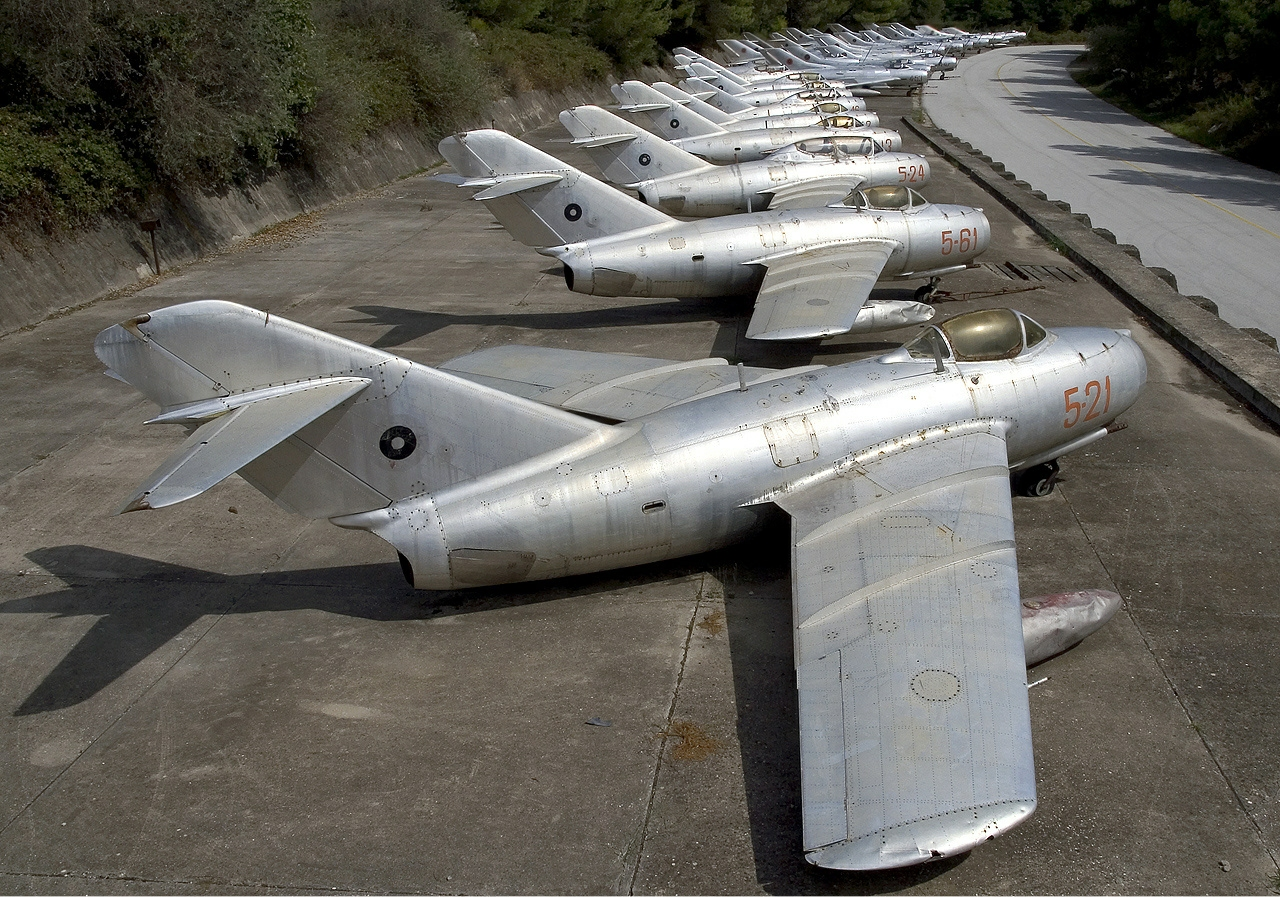
MiG-15 - 戦闘機
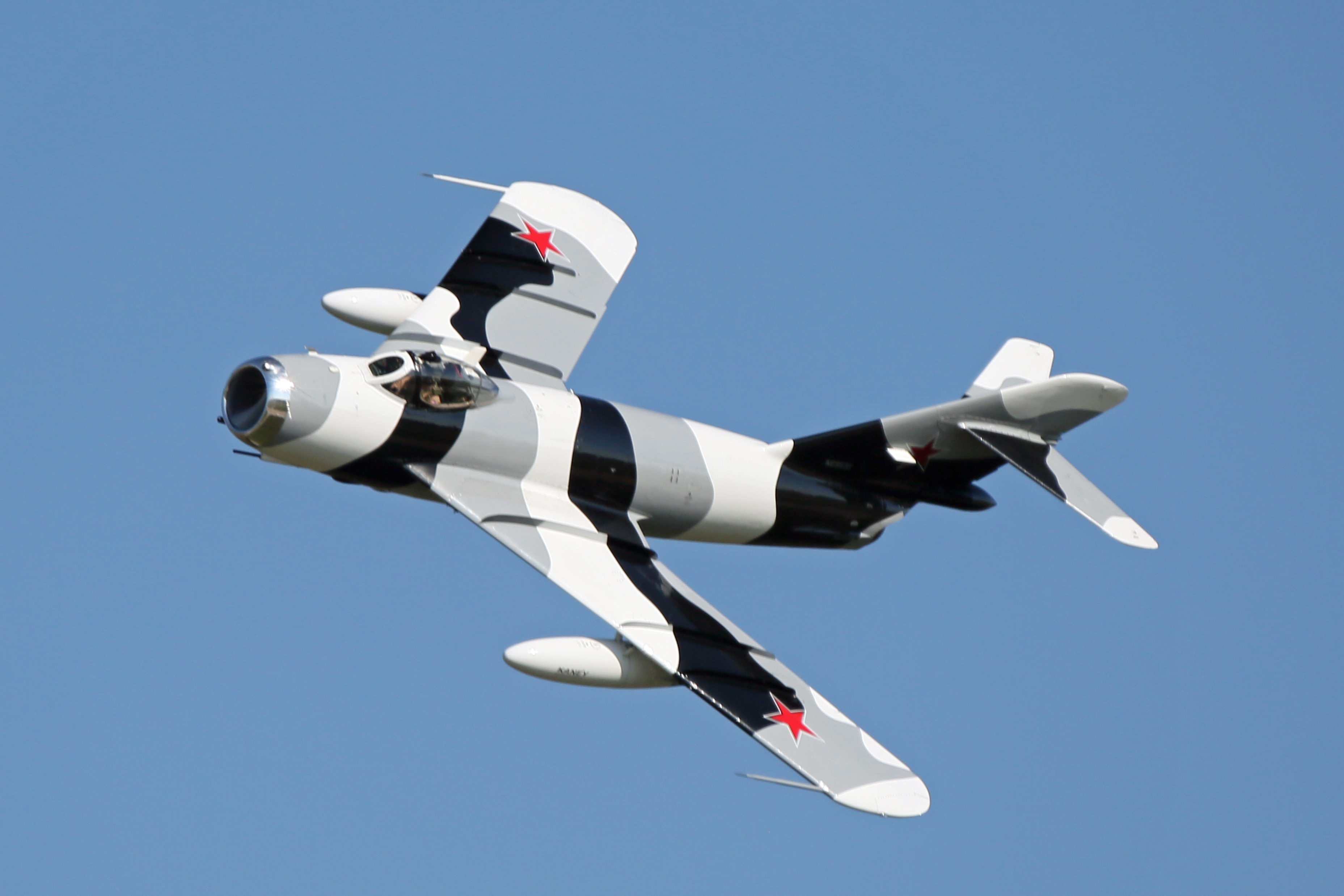
MiG-17 - 戦闘機
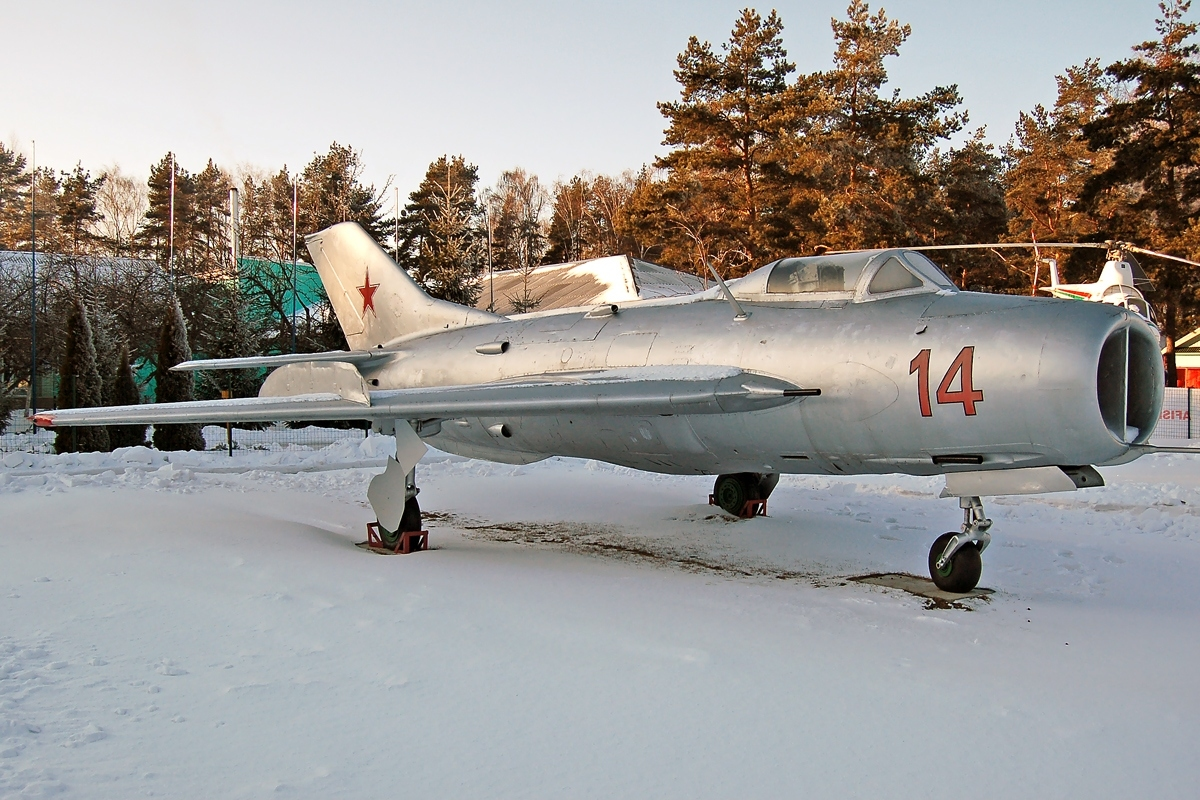
MiG-19 - 戦闘機
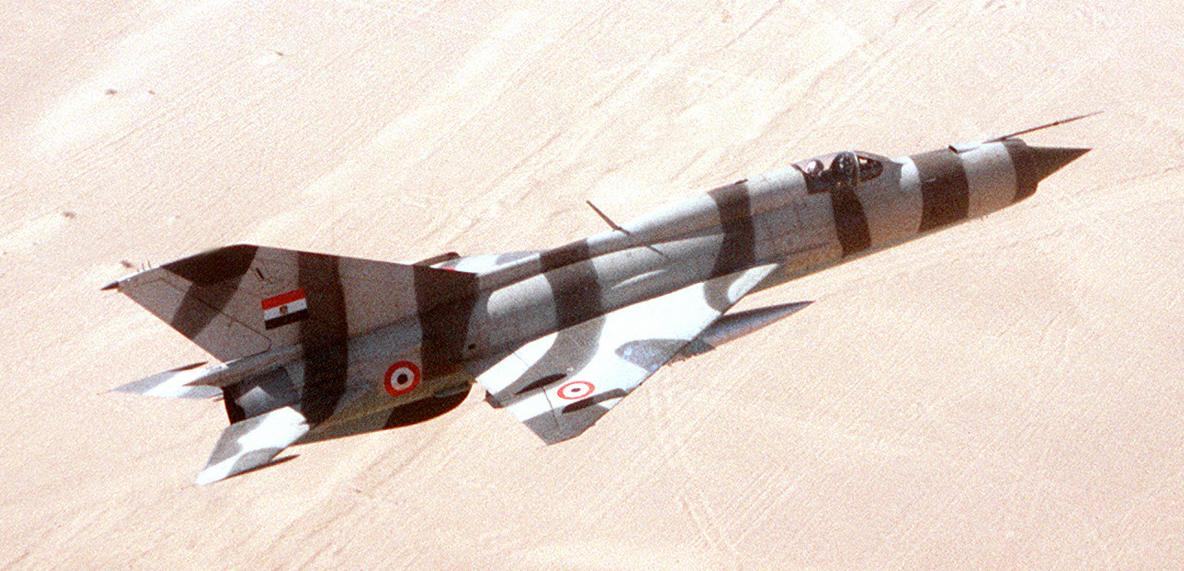
MiG-21 - 戦闘機 - M-21
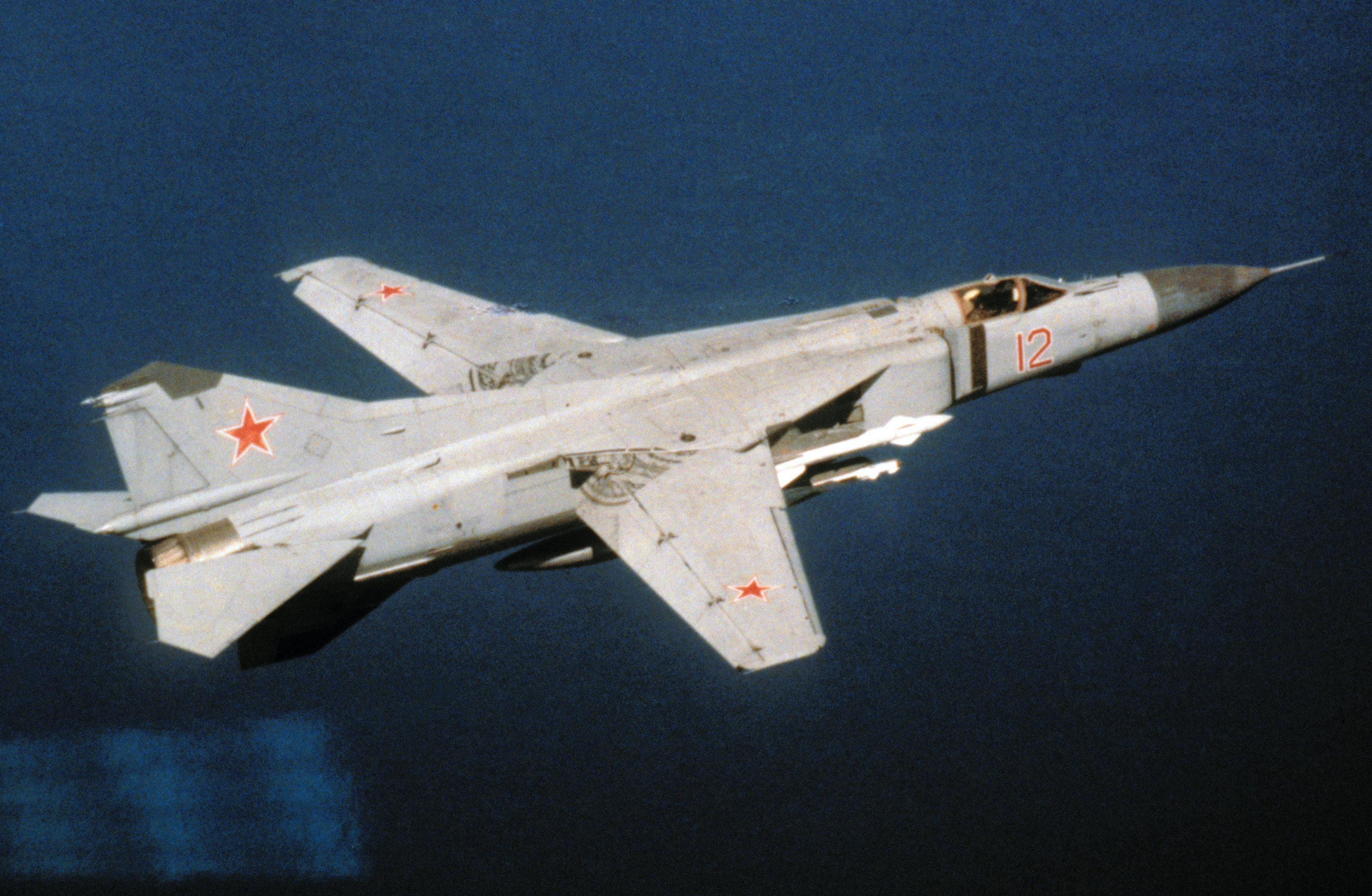
MiG-23 - 戦闘機
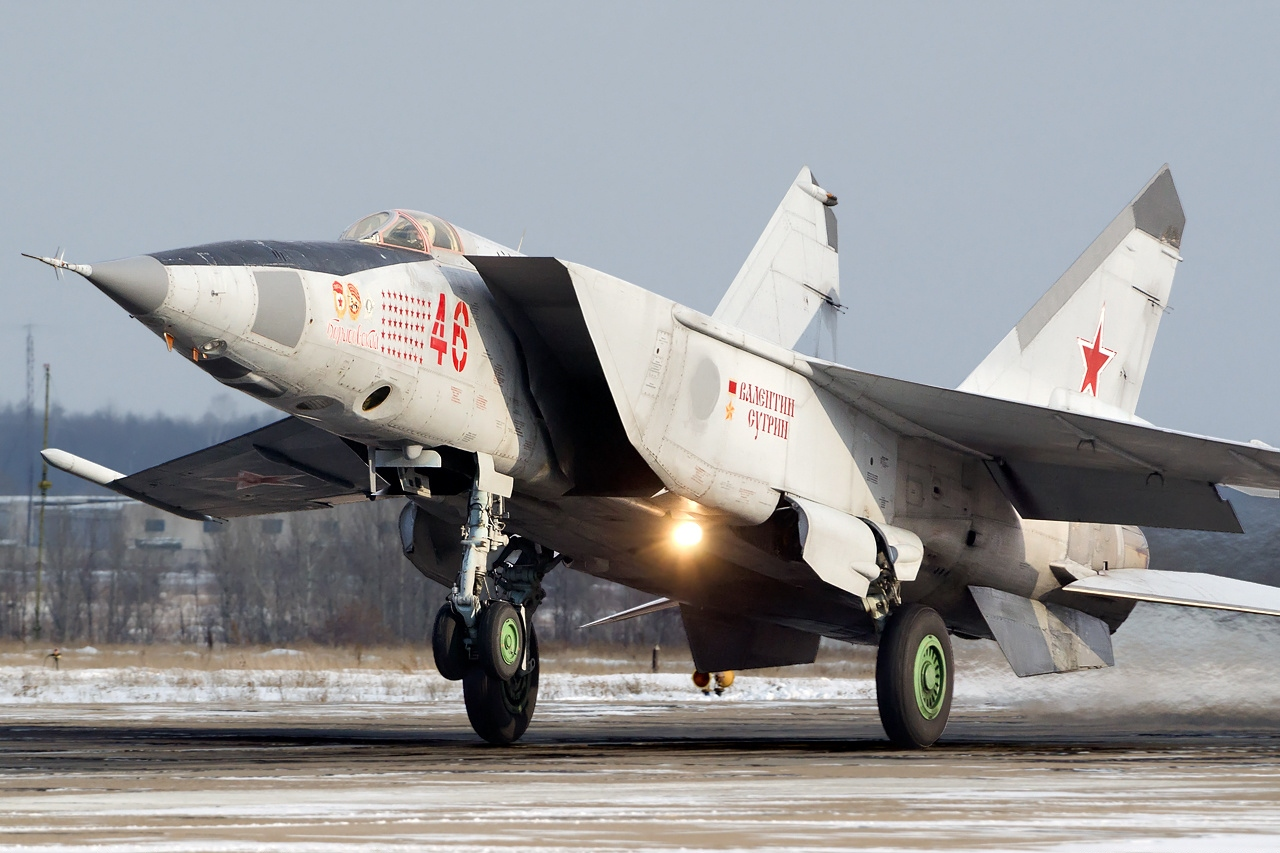
MiG-25
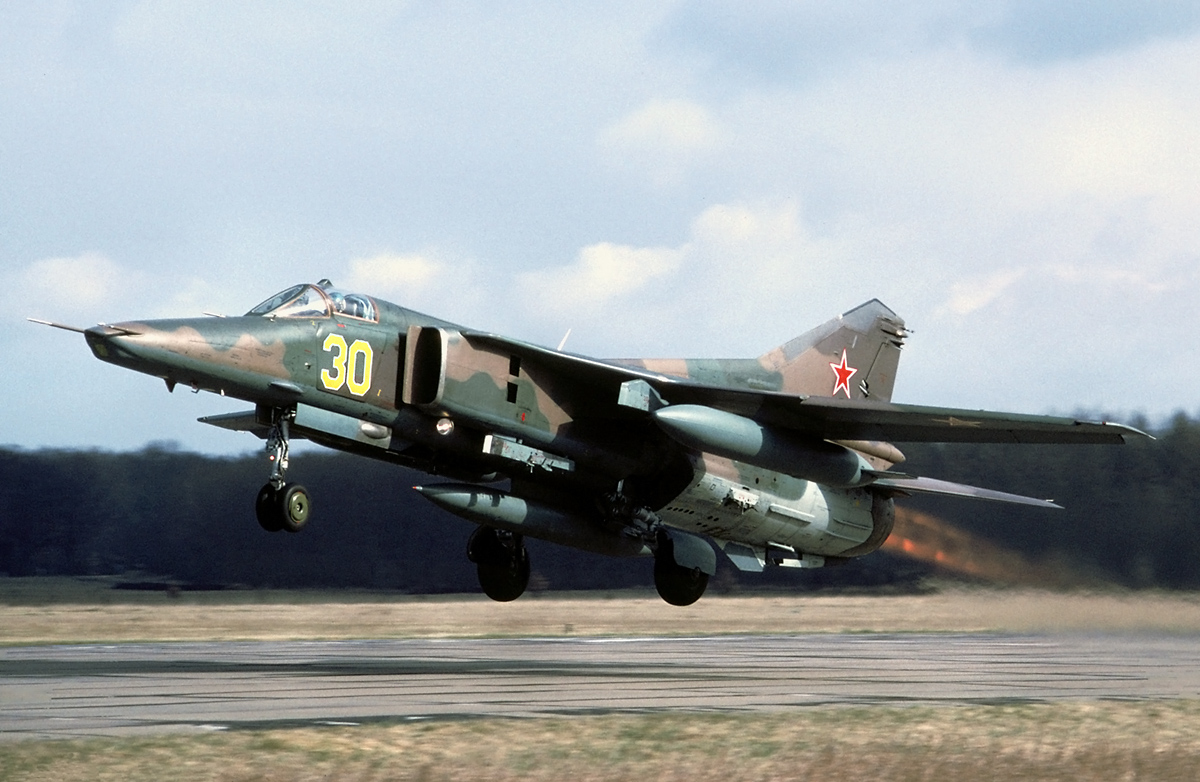
MiG-27
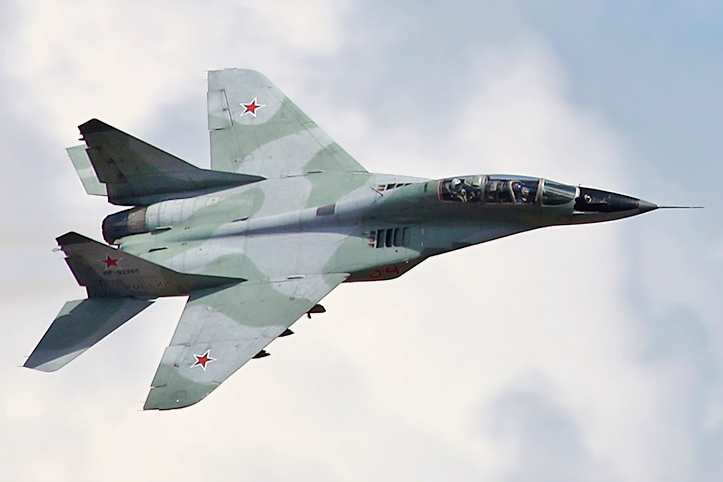
MiG-29
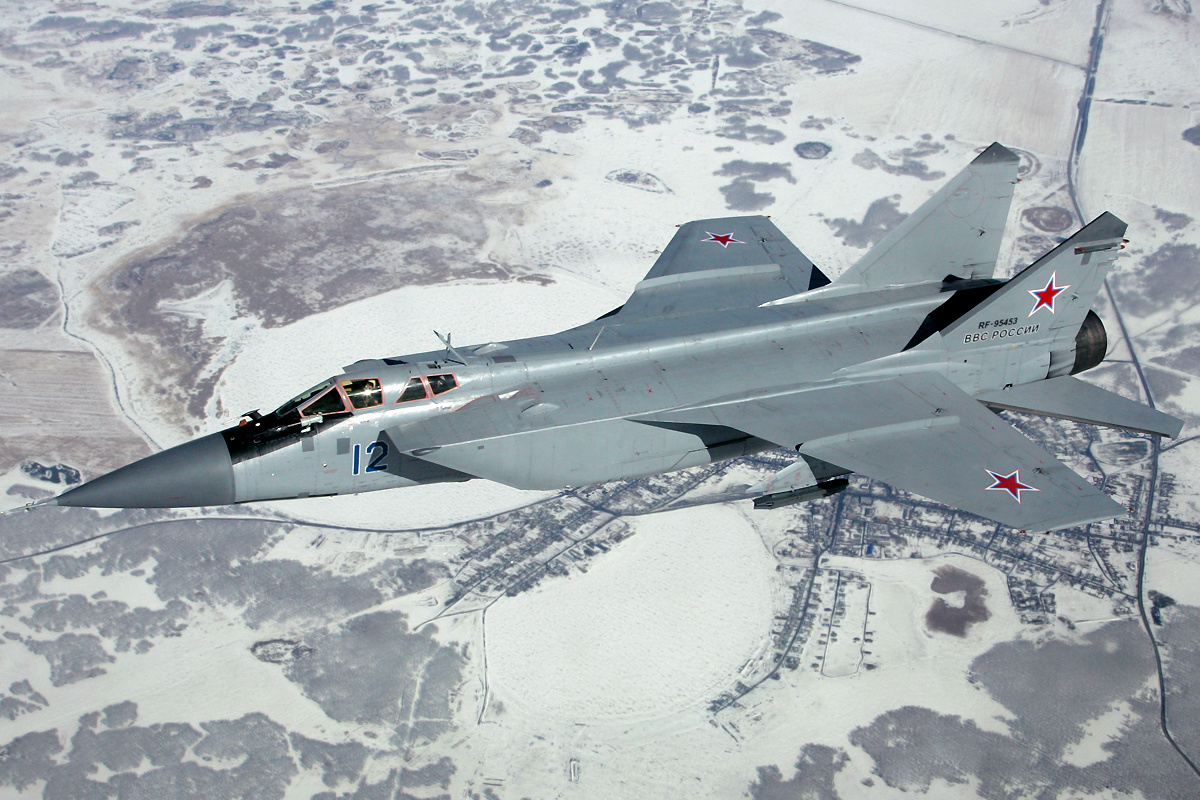
MiG-31
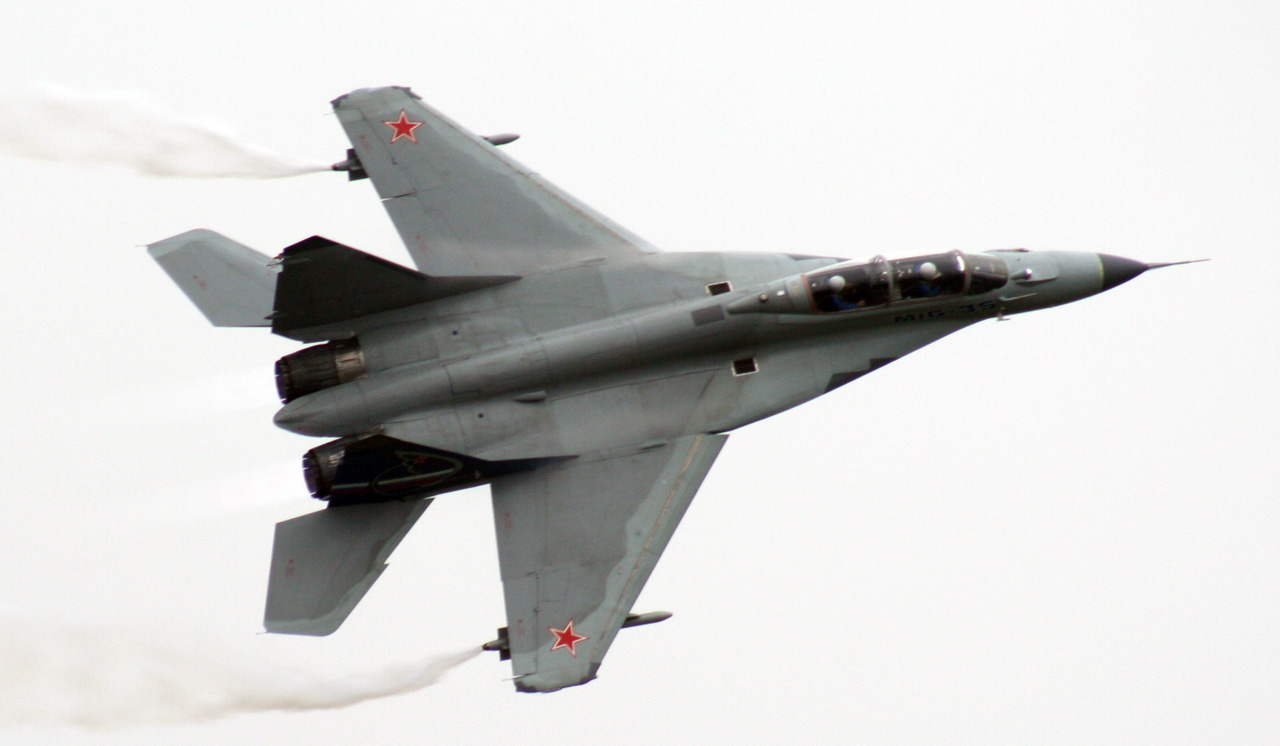
MiG-35
  - MiG-23ME
  - MiG-23MS
  - MiG-23MLA
  - MiG-23MLD
- MiG-25 - 迎撃戦闘機
- MiG-27 - 戦闘爆撃機
- MiG-29 - 戦闘機
  - MiG-29M
  - MiG-29K
- MiG-31 - 迎撃戦闘機
- MiG-35 - 戦闘機

- MiG-1
- MiG-3
- MiG-9
- MiG-15
- MiG-17
- MiG-19
- MiG-21
- MiG-23
- MiG-25
- MiG-27
- MiG-29
- MiG-31
- MiG-35

## 開発・計画中
- MiG-41 - 迎撃戦闘機 (PAK DP)
- LMFS - ステルス戦闘機
- Skat - 無人航空機

## 主な試作機
ミグ設計局が試作機に用いた記号は時期によって異なり、一定数使われたプレフィックスとしては「戦闘機（ロシア語: Истребитель）イストレビーチェリ）」を意味する頭文字「I（И）」、「実験（ロシア語: Експериментальный イェクスペリメンタルヌィ）」を意味する頭文字「Ye（Е）」などがある。中にはMiG-29の原型機「9」のように記号を持たない試作機もあるが、これらの数字は設計局内で使われる「製品番号」に基づいており、例えば「9」ならば「製品 9 （Изделие 9）」「計画 9 （Проект 9）」とも呼ばれる。
- MiG-5 (DIS-200) - 護衛戦闘機
- MiG-6 - 攻撃機
- MiG-7 - 戦闘機
- MiG-8 ウートカ - 実験機
- MiG-9 «IKh» (I-210) - 戦闘機
- MiG-11 (I-220) - 戦闘機
- MiG-13 «N» (I-250) - ジェット混合戦闘機
- MiG-33 (MiG-29ME) - 戦闘機
- MiG-105 - 実験機 (スピラーリ)
- MiG-110 - 民間・軍事用双発機
- MiG-125 - ビジネスジェット機
- MiG-AT - 練習機
- 1.27 - ステルス戦闘機 (PAK FA)
- 1.42 - 多用途戦闘機 (MFI)
- 1.44 「フラットパック」 - 1.42の概念実証機
- 4.12 - 多用途戦闘機 (LFS)
- 7.01 - 迎撃戦闘機 (MDP)
- 23-01 (MiG-23PD) 「フェイスレス」 - 戦闘機
- 23-31 (MiG-21PD) 「フィッシュベッド」 - 実験機
- 41 - 戦闘機
- A-144 (MiG-21I) アナローク - 実験機
- I-3 - 迎撃戦闘機
- I-7U - 迎撃戦闘機
- I-75 - 迎撃戦闘機
- I-270 «Zh» - ロケット戦闘機
- I-320 «R» - 迎撃戦闘機
- I-350 - 迎撃戦闘機
- T-101 グラーチュ - 小型輸送機
- Ye-2A 「フェイスプレイト」 - 戦闘機
- Ye-8 - 戦闘機
- Ye-50 - 混合動力戦闘機
- Ye-150 - 戦闘機
- Ye-152 「フリッパー」 - 戦闘機

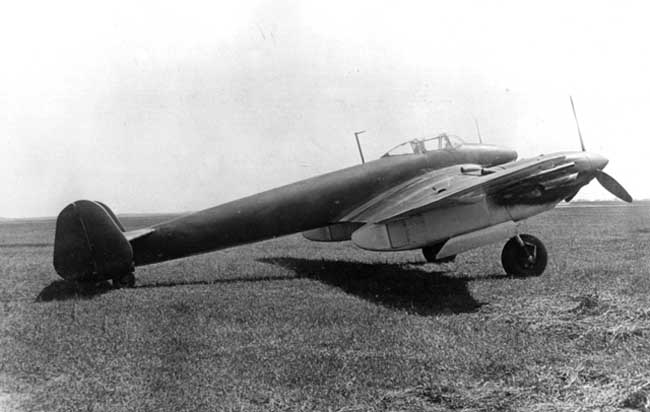
MiG-5
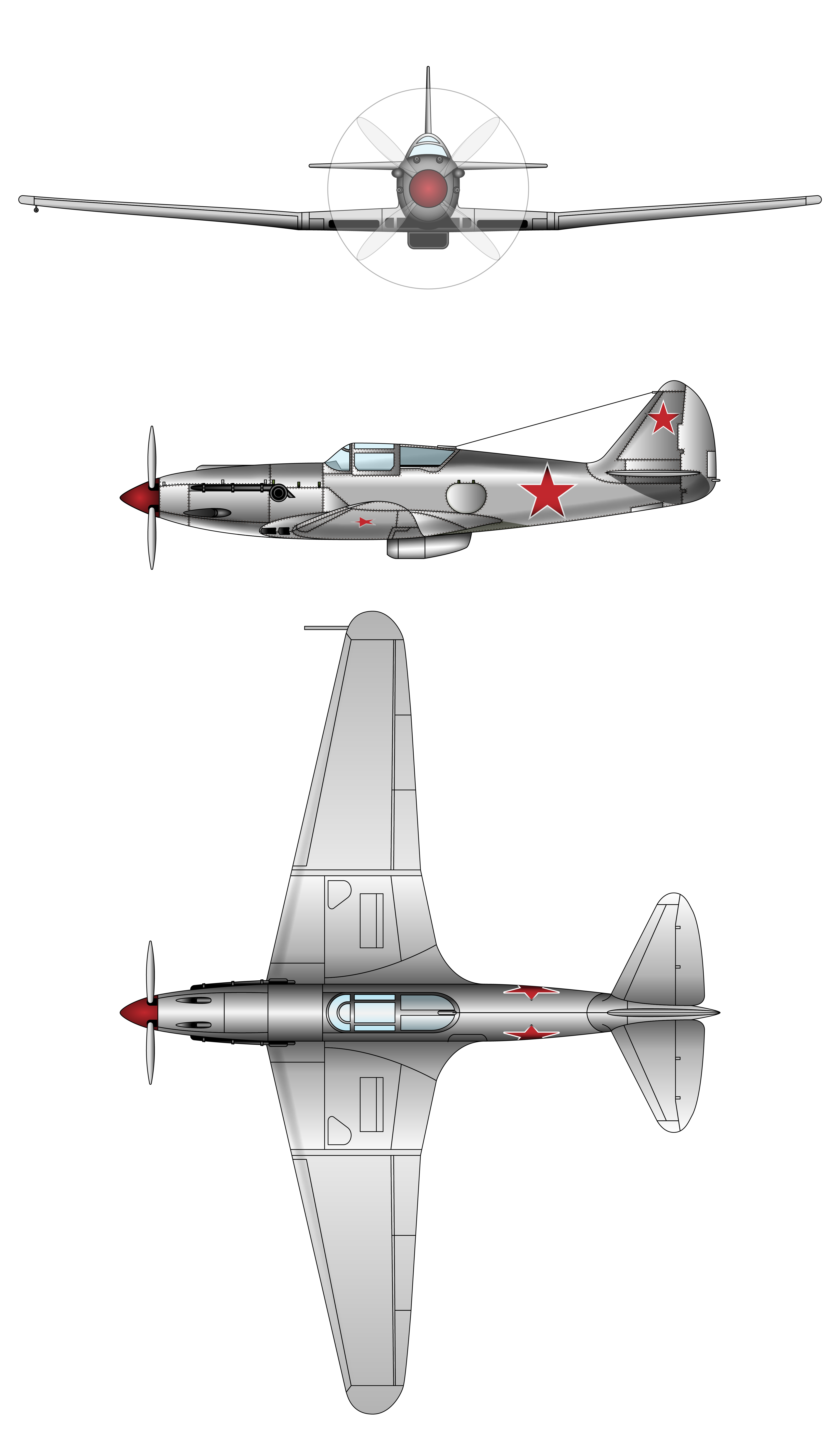
MiG-7
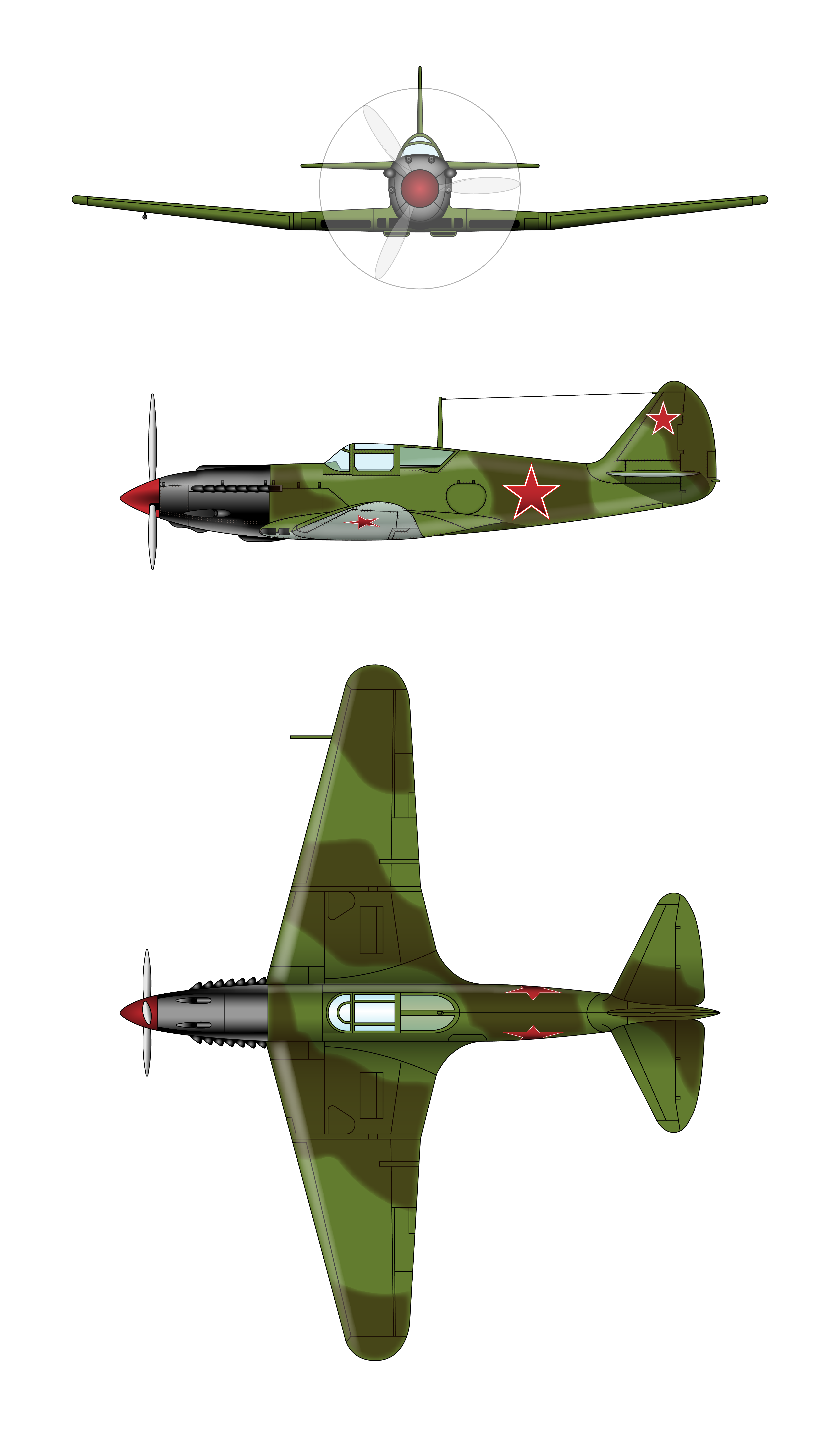
MiG-11
MiG-13
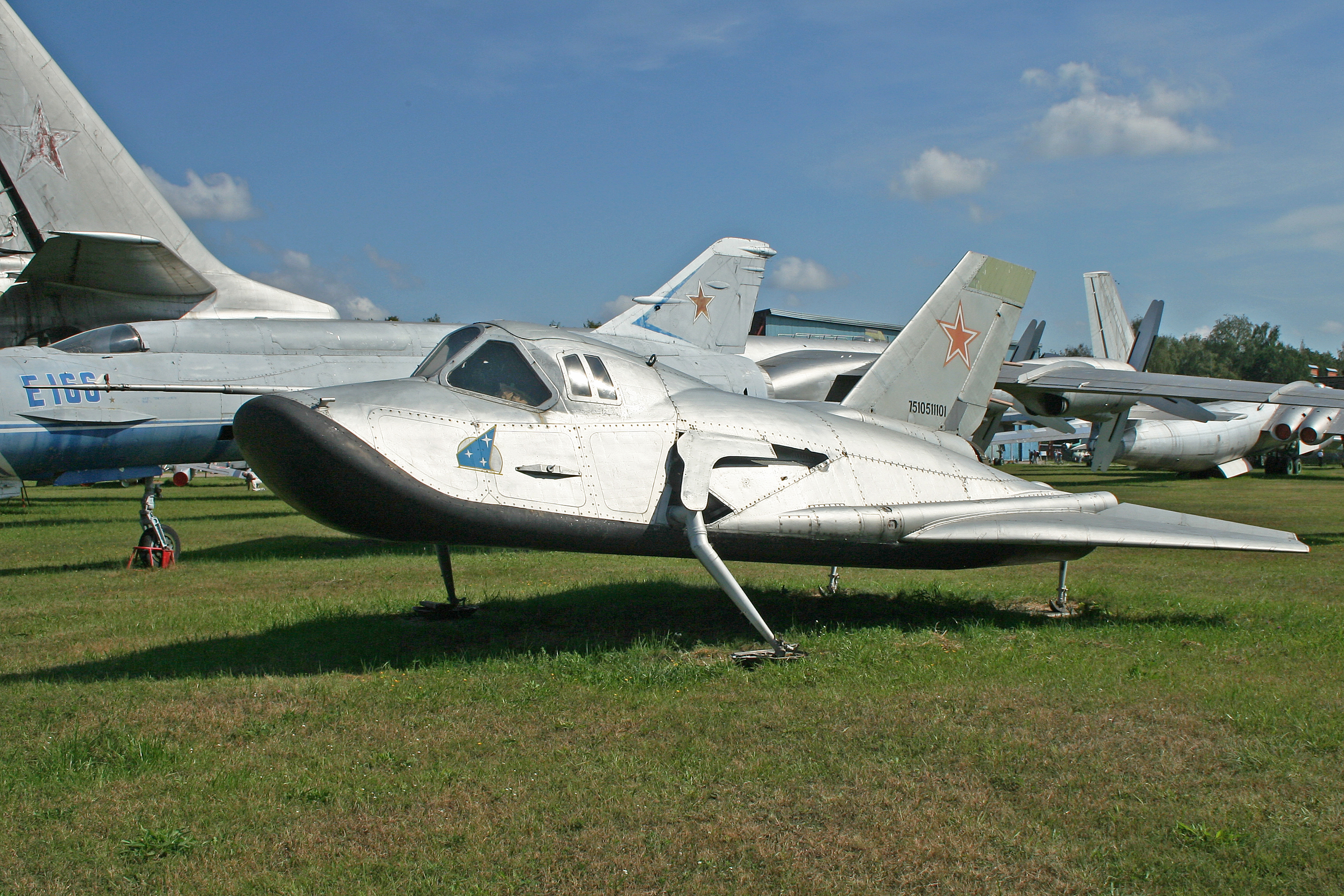
MiG-105
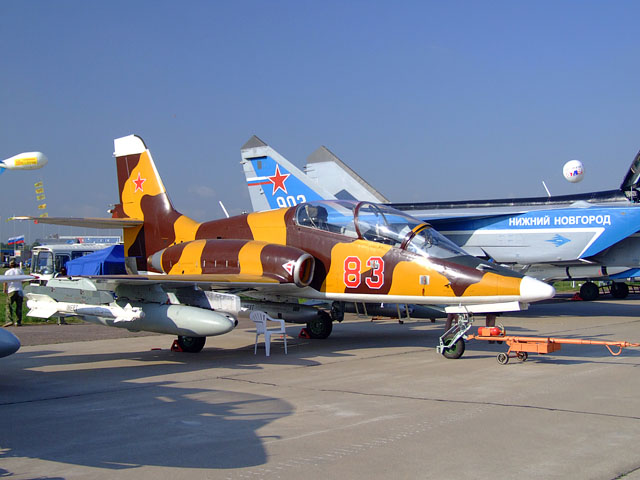
MiG-AT
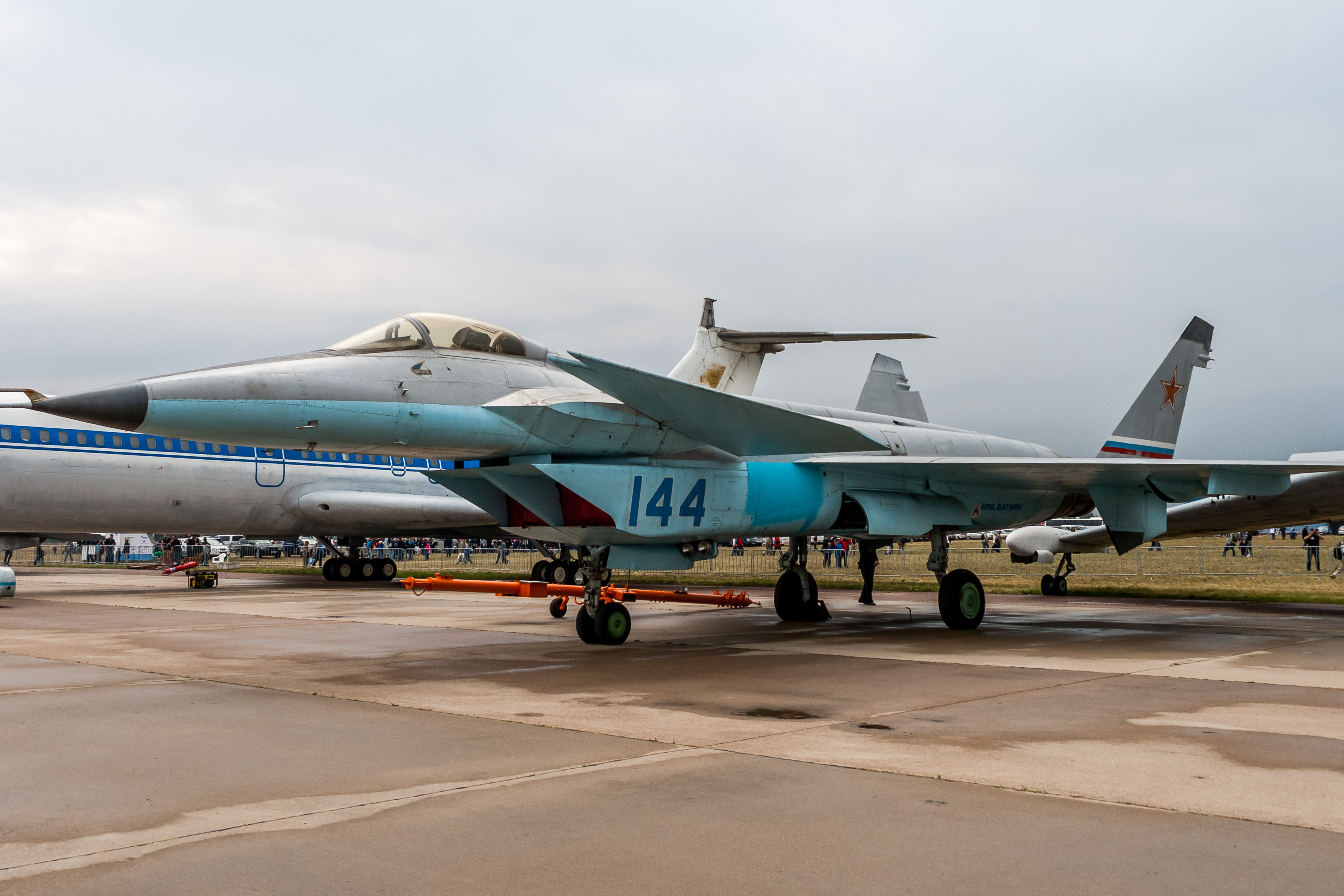
1.44
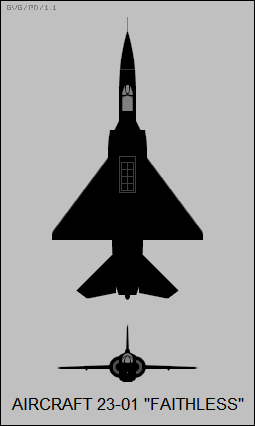
23-01
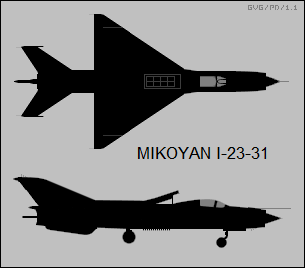
23-31
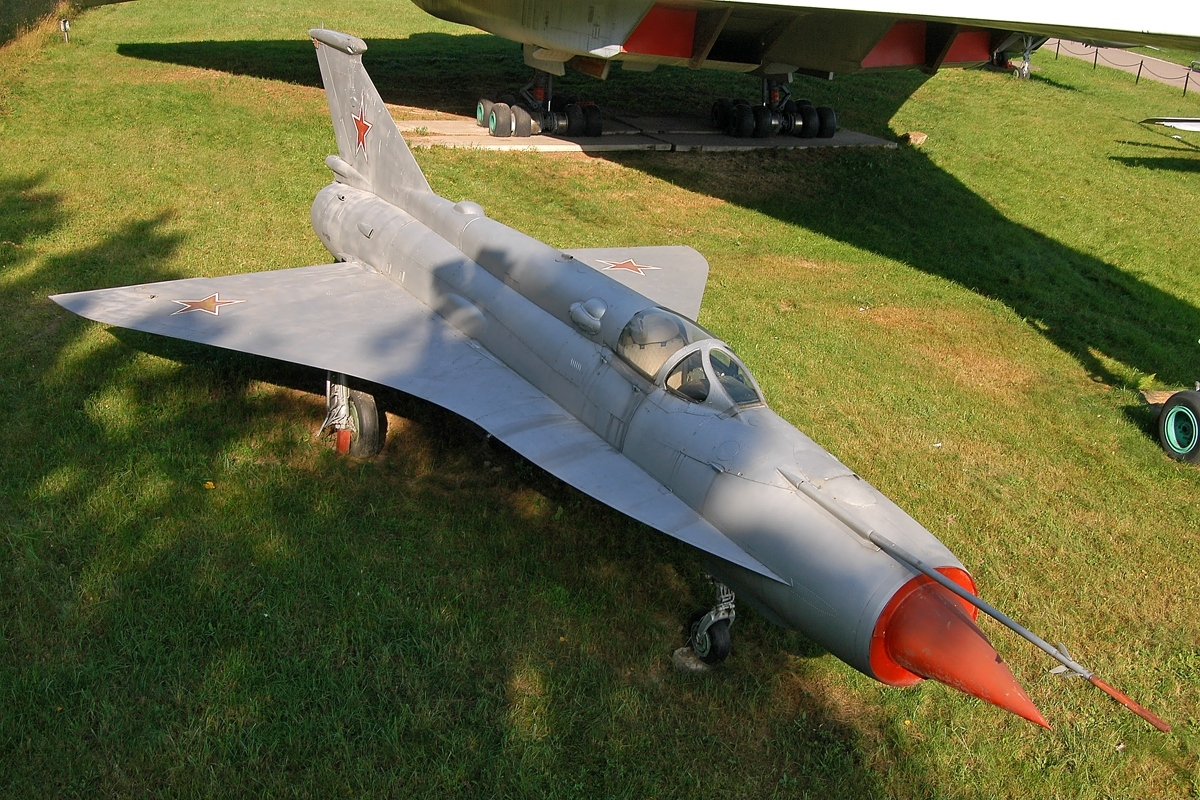
A-144
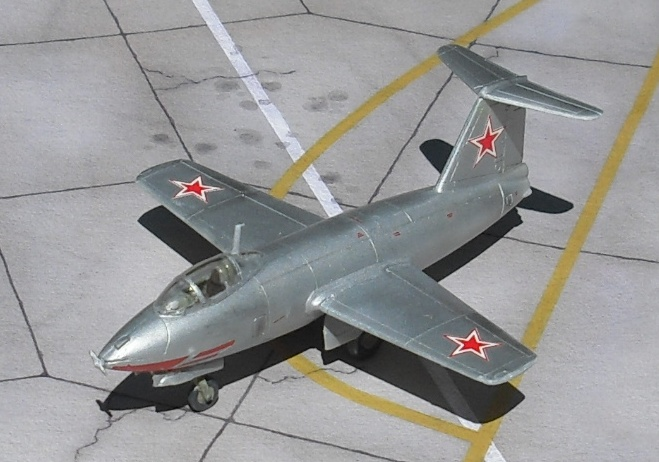
I-270
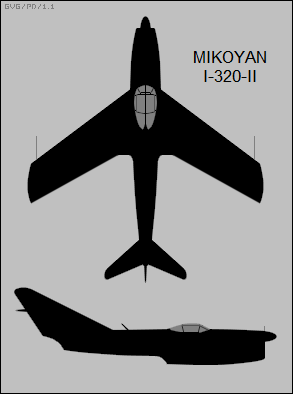
I-320
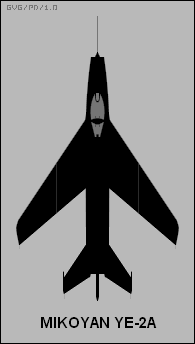
Ye-2A
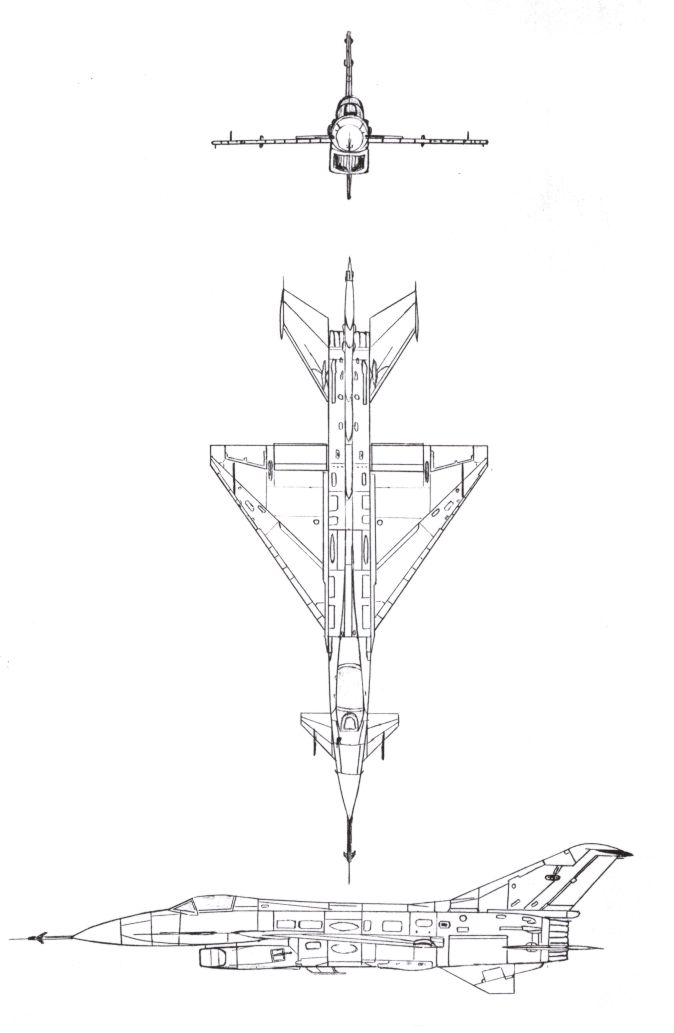
Ye-8
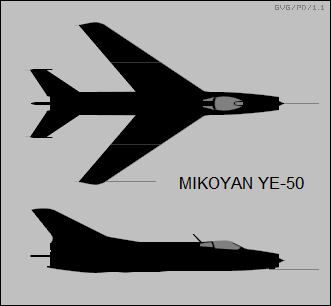
Ye-50
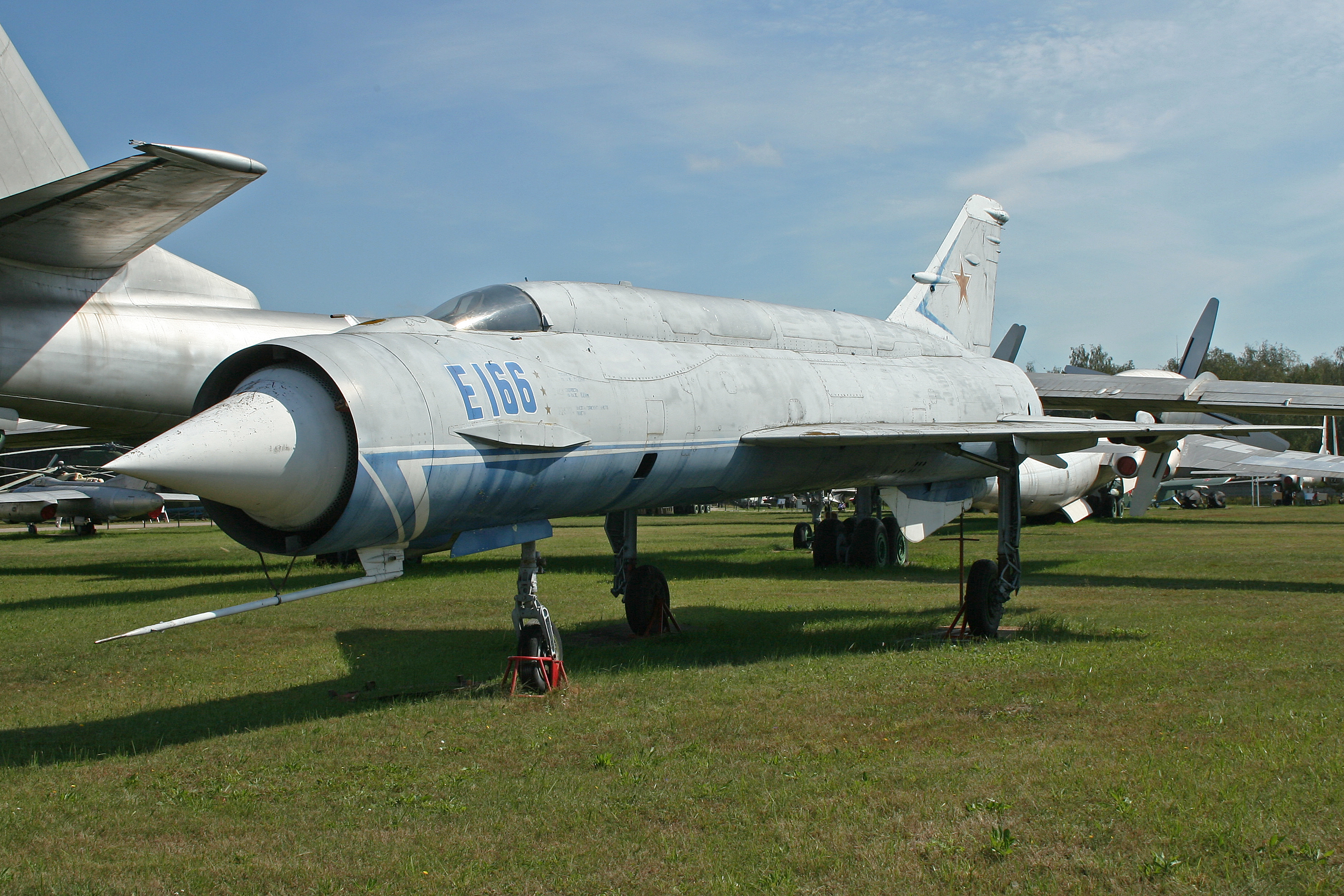
Ye-152